# Protereotita
Protereotita (грец. Προτεραιότητα, укр. Пріоритет) — дебютний сольний альбом грецької співачки Єлени Папарізу, який вийшов 25 серпня 2004 року під ліцензією лейблу Sony Music Greece.

## Список композицій

### Оригінальне видання
| #   | Назва                                                                           | Автор слів              | Автор музики                        | Тривалість |
| --- | ------------------------------------------------------------------------------- | ----------------------- | ----------------------------------- | ---------- |
| 1.  | «Katse Kala» (Κάτσε Καλά)                                                       | Ніккі П., Тоні Маврідіс | Алекс Папаконстантіну, Пітер Картьє | 4:24       |
| 2.  | «Protereotita» (Προτεραιότητα)                                                  | Тасос Вугіатзіс         | Солон Апостолакіс                   | 3:17       |
| 3.  | «Anditheseis» (Αντιθέσεις)                                                      | Іліас Філіппу           | Energee                             | 4:21       |
| 4.  | «Anamniseis» (Αναμνήσεις)                                                       | Янніс Доксас            | Алекс Папаконстантіну               | 3:50       |
| 5.  | «Axizi» (Αξίζει)                                                                | Тасос Вугіатзіс         | Солон Апостолакіс                   | 4:01       |
| 6.  | «Taxidi Gia Ton Agnosto» (Ταξίδι Για Τον Άγνωστο)                               | Вангеліс Константінідіс | Алекс Папаконстантіну               | 4:23       |
| 7.  | «Galana» (Γαλανά)                                                               | Нікос Ваксеванеліс      | Василіс Келедіс                     | 4:00       |
| 8.  | «(Eheis Kairo Na Mou Fereis) Louloudia» ((Έχεις Καιρό Να Μου Φέρεις) Λουλούδια) | Янніс Доксас            | Дімітріс Контопулос                 | 4:20       |
| 9.  | «Stin Kardia Mou Mono Thlipsi» (Στην Καρδιά Μου Μόνο Θλίψη)                     | Грігоріс Петракос       | Грігоріс Петракос                   | 3:01       |
| 10. | «Zise» (Ζήσε)                                                                   | Вангеліс Константінідіс | Dj Valentino                        | 3:09       |
| 11. | «I Zoi Sou Zari» (Η Ζωή Σου Ζάρι)                                               | Янніс Доксас            | Дімітріс Контопулос                 | 3:31       |
| 12. | «M'angaliazi To Skotadi» (Μ'αγκαλιάζει Το Σκοτάδι)                              | Панос Фаларас           | Василіс Келедіс                     | 3:28       |
| 13. | «Matia Kai Hili» (Μάτια Και Χείλη)                                              | Ніккі П.                | Алекс Папаконстантіну, Пітер Картьє |            |
| 14. | «Mesa Sti Fotia Sou» (Μέσα Στη Φωτιά)                                           | Янніс Рентуміс          | Дімітріс Контопулос                 | 3:46       |

| Бонус-треки | Бонус-треки                                 | Бонус-треки                     | Бонус-треки                          | Бонус-треки |
| #           | Назва                                       | Автор слів                      | Автор музики                         | Тривалість  |
| ----------- | ------------------------------------------- | ------------------------------- | ------------------------------------ | ----------- |
| 1.          | «Anapandites Kliseis» (Αναπάντητες Κλήσεις) | Вангеліс Константінідіс         | Христос Дантіс                       | 4:07        |
| 2.          | «Treli Kardia» (Τρελή Καρδιά)               | Деспіна Мавріду, Єлена Папарізу | Алекс Папаконстантіну, Маркус Енглоф | 3:29        |
| 3.          | «Anapandites Kliseis (SMS Remix)»           | Вангеліс Константінідіс         | Христос Дантіс                       | 6:41        |

### Euro Edition(2005)
| Protereotita: Euro Edition Disc Two, Euro Edition single-disc | Protereotita: Euro Edition Disc Two, Euro Edition single-disc | Protereotita: Euro Edition Disc Two, Euro Edition single-disc | Protereotita: Euro Edition Disc Two, Euro Edition single-disc | Protereotita: Euro Edition Disc Two, Euro Edition single-disc |
| #                                                             | Назва                                                         | Автор слів                                                    | Автор музики                                                  | Тривалість                                                    |
| ------------------------------------------------------------- | ------------------------------------------------------------- | ------------------------------------------------------------- | ------------------------------------------------------------- | ------------------------------------------------------------- |
| 1.                                                            | «My Number One»                                               | Христос Дантіс, Наталія Герману                               | Христос Дантіс                                                | 2:59                                                          |
| 2.                                                            | «OK (англомовна)»                                             | Valentino, Христодулос Сіганос                                | Христодулос Сіганос                                           | 2:58                                                          |
| 3.                                                            | «Let's Get Wild»                                              | Дуглас Карр, Вінсент Деджорджо, Каспер Ліндгрен, Йоакім Удд   | Дуглас Карр, Вінсент Деджорджо, Каспер Ліндгрен, Йоакім Удд   | 3:09                                                          |
| 4.                                                            | «The Light in Our Soul»                                       | Костас Бігаліс                                                | Костас Бігаліс                                                | 2:58                                                          |
| 5.                                                            | «I Don't Want You Here Anymore (Anapandites Kliseis)»         | Вангеліс Константінідіс, Чарлі Ділкс                          | Христос Дантіс                                                | 4:08                                                          |
| 6.                                                            | «A Brighter Day (Anditheseis)»                                | Іліас Філіппу, Адам Баптіст                                   | Energee                                                       | 3:36                                                          |
| 7.                                                            | «If You Believe Me (Anamniseis)»                              | Янніс Доксас, Адам Баптіст                                    | Алекс Папаконстантіну, Пітер Картьє                           | 4:04                                                          |
| 8.                                                            | «(Eheis Kairo Na Mou Fereis) Louloudia (Ballad Version)»      | Янніс Доксас                                                  | Дімітріс Контопулос                                           | 3:20                                                          |
| 9.                                                            | «To Fos Sti Psyhi» (Το Φως Στη Ψυχή)                          | Костас Бігаліс                                                | Костас Бігаліс                                                | 2:58                                                          |
| 10.                                                           | «OK (грекомовна)»                                             | Valentino, Христодулос Сіганос                                | Христодулос Сіганос                                           | 3:09                                                          |
| 11.                                                           | «My Number One (Karaoke Version)» (2:58)                      | Христос Дантіс, Наталія Герману                               | Христос Дантіс,                                               | 2:54                                                          |

### My Number One(2005)
| Standard edition | Standard edition                                      | Standard edition                                            | Standard edition                                            | Standard edition |
| #                | Назва                                                 | Автор слів                                                  | Автор музики                                                | Тривалість       |
| ---------------- | ----------------------------------------------------- | ----------------------------------------------------------- | ----------------------------------------------------------- | ---------------- |
| 1.               | «My Number One»                                       | Христос Дантіс, Наталія Герману                             | Христос Дантіс                                              | 2:59             |
| 2.               | «Let's Get Wild»                                      | Дуглас Карр, Вінсент Деджорджо, Каспер Ліндгрен, Йоакім Удд | Дуглас Карр, Вінсент Деджорджо, Каспер Ліндгрен, Йоакім Удд | 3:09             |
| 3.               | «The Light in Our Soul»                               | Костас Бігаліс                                              | Костас Бігаліс                                              | 2:58             |
| 4.               | «OK»                                                  | Valentino, Христодулос Сіганос                              | Христодулос Сіганос                                         | 2:58             |
| 5.               | «I Don't Want You Here Anymore (Anapandites Kliseis)» | Вангеліс Константінідіс, Чарлі Ділкс                        | Христос Дантіс                                              | 4:08             |
| 6.               | «A Brighter Day (Anditheseis)»                        | Іліас Філіппу, Адам Баптіст                                 | Energee                                                     | 3:36             |
| 7.               | «If You Believe Me (Anamniseis)»                      | Янніс Доксас, Адам Баптіст                                  | Алекс Папаконстантіну, Пітер Картьє                         | 4:04             |
| 8.               | «Katse Kala (Behave Yourself)»                        | Ніккі П., Мавріді                                           | Алекс Папаконстантіну, Пітер Картьє                         | 4:24             |
| 9.               | «Treli Kardia (Crazy Heart)»                          | Деспіна Мавріду, Єлена Папарізу                             |                                                             | 3:29             |
| 10.              | «Axizi»                                               | Тасос Вугіатзіс                                             | Солон Апостолакіс                                           | 3:24             |
| 11.              | «Stin Kardia Mou Mono Thlipsi»                        | Грігоріс Петракос                                           | Грігоріс Петракос                                           | 3:01             |
| 12.              | «Taxidi Gia Ton Agnosto»                              | Вангеліс Константінідіс                                     | Алекс Папаконстантіну                                       | 4:23             |
| 13.              | «Louloudia»                                           | Янніс Доксас                                                | Алекс Папаконстантіну                                       | 3:18             |
| 14.              | «My Number One (Chris "The Greek" Remix)»             | Христос Дантіс, Наталія Герману                             | Христос Дантіс                                              | 3:32             |

| Бонус-трек-edition | Бонус-трек-edition                | Бонус-трек-edition                                          | Бонус-трек-edition                                          | Бонус-трек-edition |
| #                  | Назва                             | Автор слів                                                  | Автор музики                                                | Тривалість         |
| ------------------ | --------------------------------- | ----------------------------------------------------------- | ----------------------------------------------------------- | ------------------ |
| 1.                 | «My Number One»                   | Христос Дантіс, Наталія Герману                             | Христос Дантіс,                                             | 2:59               |
| 2.                 | «Anapandites Kliseis»             | Вангеліс Константінідіс                                     | Христос Дантіс                                              | 3:06               |
| 3.                 | «Let's Get Wild»                  | Дуглас Карр, Вінсент Деджорджо, Каспер Ліндгрен, Йоакім Удд | Дуглас Карр, Вінсент Деджорджо, Каспер Ліндгрен, Йоакім Удд | 3:09               |
| 4.                 | «A Brighter Day (Anditheseis)»    | Іліас Філіппу, Адам Баптіст                                 | Energee                                                     | 3:33               |
| 5.                 | «OK»                              | Valentino, Христодулос Сіганос                              | Христодулос Сіганос                                         | 2:58               |
| 6.                 | «The Light in Our Soul»           | Костас Бігаліс                                              | Костас Бігаліс                                              | 2:56               |
| 7.                 | «Stin Kardia Mou Mono Thlipsi»    | Грігоріс Петракос                                           | Грігоріс Петракос                                           | 3:01               |
| 8.                 | «Katse Kala (Behave Yourself)»    | Ніккі П., Тоні Маврідіс                                     | Алекс Папаконстантіну, Пітер Картьє                         | 4:24               |
| 9.                 | «Taxidi Gia To Agnosto»           | Вангеліс Константінідіс                                     | Алекс Папаконстантіну                                       | 4:23               |
| 10.                | «Axizi (It's Worth It)»           | Тасос Вугіатзіс                                             | Солон Апостолакіс                                           | 3:24               |
| 11.                | «Stin Kardia Mou Mono Thlipsi»    | Грігоріс Петракос                                           | Грігоріс Петракос                                           | 3:01               |
| 12.                | «Taxidi Gia Ton Agnosto»          |                                                             |                                                             | 4:23               |
| 13.                | «If You Believe Me (Anamniseis)»  |                                                             |                                                             | 4:02               |
| 14.                | «Treli Kardia»                    | Мавріді, Папарізу                                           |                                                             | 3:29               |
| 15.                | «I Zoe Sou Zari»                  |                                                             |                                                             | 3:31               |
| 16.                | «Matia Ke Hili»                   |                                                             |                                                             | 4:30               |
| 17.                | «M'Angaliazi To Skotadi»          |                                                             |                                                             | 3:29               |
| 18.                | «Axizi»                           |                                                             |                                                             | 3:24               |
| 19.                | «Anapandites Kliseis (SMS Remix)» | Константінідіс                                              | Дантіс                                                      | 6:41               |

### Protereotita: Euro Edition + Mambo!(2005)
| Protereotita: Euro Edition + Mambo! Диск 3 | Protereotita: Euro Edition + Mambo! Диск 3                            | Protereotita: Euro Edition + Mambo! Диск 3 | Protereotita: Euro Edition + Mambo! Диск 3          | Protereotita: Euro Edition + Mambo! Диск 3 |
| #                                          | Назва                                                                 | Автор слів                                 | Автор музики                                        | Тривалість                                 |
| ------------------------------------------ | --------------------------------------------------------------------- | ------------------------------------------ | --------------------------------------------------- | ------------------------------------------ |
| 1.                                         | «Mambo! (грекомовна)»                                                 | Янніс Доксас                               | Алекс Папаконстантіну, Маркус Енглоф, Samuel Waermo | 3:05                                       |
| 2.                                         | «Panda Se Perimena (Idaniko Fili)» (Πάντα Σέ Περιμένα (Ιδανικό Φιλή)) | Наталія Герману                            | Тоні Маврідіс, Ніклас Олавссон                      | 3:50                                       |
| 3.                                         | «I Agapi Sou Den Meni Pia Edo» (Η Αγάπη Σου Δε Μένει Πια Εδώ)         | Елені Янніцуліа                            | Ersay Uner, Suat Aydogan                            | 3:51                                       |
| 4.                                         | «Asteria» (Αστέρια; Stars)                                            | Дімос Мілонас                              | Евріпідіс Ніколідіс                                 | 3:52                                       |
| 5.                                         | «Mambo! (англомовна)»                                                 | Mack                                       | Алекс Папаконстантіну, Маркус Енглоф                | 3:06                                       |

## Історія видання
| Країна     | Дата              | Лейбл                | Формат               | Версія                |
| ---------- | ----------------- | -------------------- | -------------------- | --------------------- |
| Греція     | 25 серпня 2004    | Sony Music, Columbia | CD                   | оригінальна           |
| Кіпр       | 25 серпня 2004    | Sony Music, Columbia | CD                   | оригінальна           |
| Греція     | 31 березня 2005   | Sony Music, Columbia | CD                   | Euro-Edition          |
| Кіпр       | 31 березня 2005   | Sony Music, Columbia | CD                   | Euro-Edition          |
| Швеція     | 17 травня 2005    | Bonnier Amigo        | CD                   | My Number One         |
| Польща     | 20 червня 2005    | Sony BMG             | CD                   | My Number One         |
| Туреччина  | 1 липня 2005      | Sony BMG             | CD                   | My Number One         |
| Іспанія    | 15 липня 2005     | Sony BMG             | CD                   | My Number One         |
| Швейцарія  | 18 липня 2005     | Sony BMG             | CD, digital download | My Number One         |
| Угорщина   | 28 липня 2005     | Sony BMG             | CD                   | My Number One         |
| Греція     | 24 листопада 2005 | Sony Music, Columbia | CD                   | Euro-Edition + Mambo! |
| Кіпр       | 24 листопада 2005 | Sony Music, Columbia | CD                   | Euro-Edition + Mambo! |
| Нідерланди | 12 грудня 2005    | Sony BMG             | CD                   | My Number One         |

## Позиції в чартах
| Чарт                | Пікова позиція | Тижнів у чарті | Сертифікати   |
| ------------------- | -------------- | -------------- | ------------- |
| Greek Albums Chart  | 1              | 80             | 2x платиновий |
| Cypriot Album Chart | 1              | 68             | платиновий    |
| Swedish Album Chart | 13             | 22             | -             |